# 미카 코고

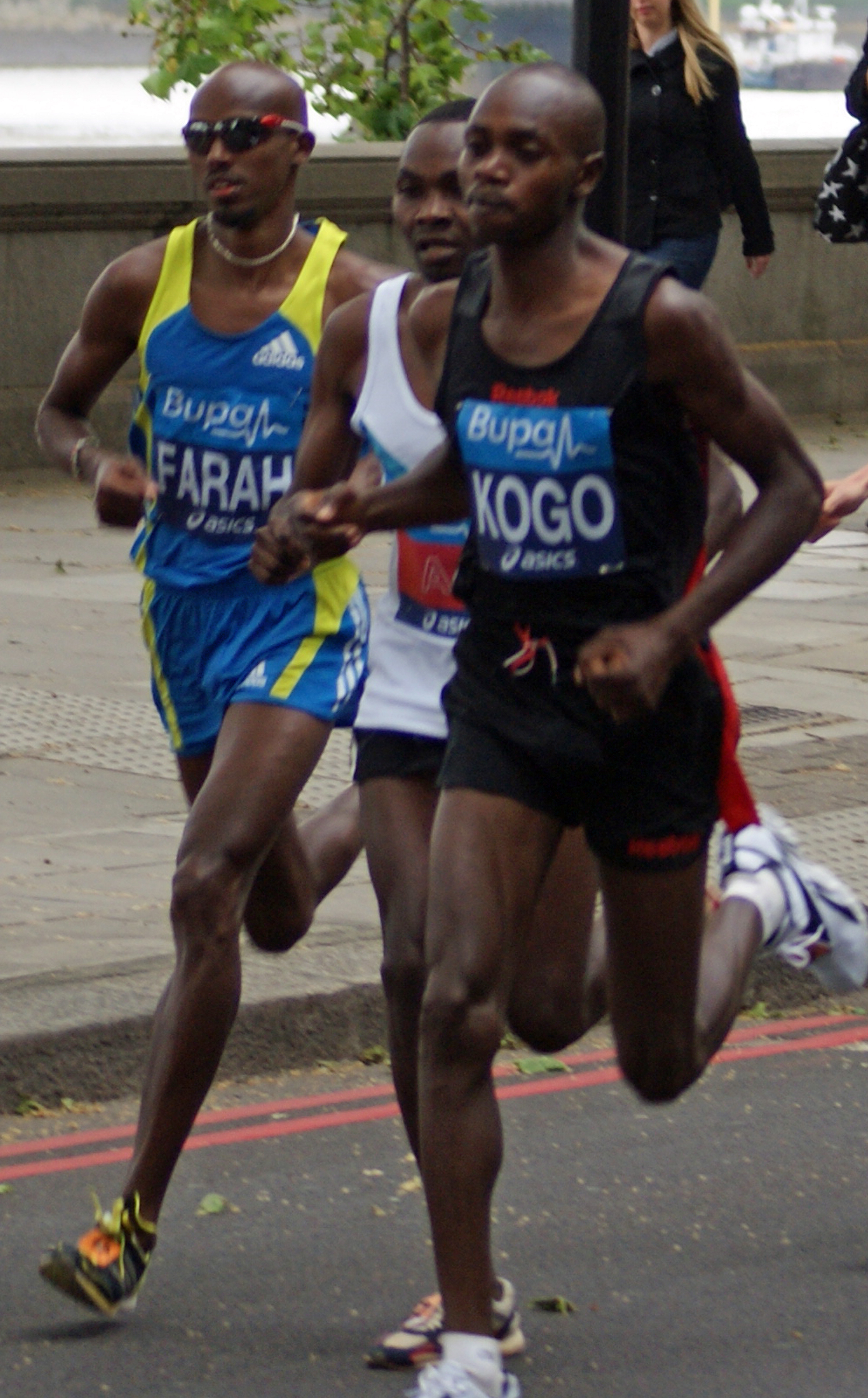

미카 코고(Micah Kogo, 1986년 6월 3일 ~ )는 케냐의 장거리 육상 선수로 2009년 현재 카프타갓(Kaptagat)에 있는 PACE 스포츠 매니지먼트 트레이닝 캠프에서 훈련하고 있다. 현 10 km 경주 세계신기록(27분 01초)을 보유하고 있으며 2008년 하계 올림픽 10000m에 나가 동메달을 땄다.

## 어린 시절
케냐의 자급자족 농민(Subsistence farmers)의 가정에서 태어난 그는 학교에 다니기 위해 육상을 시작했으며, 5000m와 10000m를 주로 뛰었다. 고등학교에 진학한 뒤로도 장거리 육상을 계속 했으며 케냐의 중등학교 선수권(National Secondary School Championship)에서 5000m와 10000m 모두 결승에 진출했다. 이때 코치 새미 로노(Sammy Rono)의 눈에 띄어, 졸업 후 그와 함께 훈련했다. 특히 2004년 한 해 동안은 훈련에 매진하며 국제 무대 데뷔를 준비했다.

## 경력
2005년 국제 무데에 데뷔, 레스깔라드(L'Escalade) 8 km 경주, 오클랜드 성 10 km 경주, Corrida de Houilles 10 km 경주에서 우승했으며, 라 프로방스(La Provence) 10km와 됭케르크 대회에선 2위를 차지했다. 국내에서 열린 쳅코이렐(Chepkoilel) 크로스 컨트리 대회에서도 우승했다.
2006년에도 상승세를 이어 나가 레스깔라드 8 km 경주를 2연패하고 됭케르크 대회에서 2위를 차지했다. 2006년 8월 25일, 골든리그 대회인 메모리얼 반 담 대회 10000m에서 개인 최고 기록인 26분 35초 63을 기록했으며, 이는 당시 역대 10위에 해당하는 기록이었다. 9월 10일엔 세계 육상 파이널 5000m에 출전해 6위를 기록했으며, 11월 16일엔 네덜란드 니즈메겐(Nijmegen)에서 열린 15 km 대회에서 42분 42초의 기록으로 우승했다.
2007년 네덜란드 브룬숨(Brunssum)에서 열린 파렐루프(Parelloop) 대회 10 km 경주에서 27분 07초의 기록으로 우승했다. 이는 하일레 게브르셀라시에와 조셉 키마니(Joseph Kimani)에 이은 역대 3위 기록이었다. 5월엔 그레이트 맨체스터 런(Great Manchester Run) 10 km 경주에 출전, 27초 24로 우승했다. 그 해 슈투트가르트에서 열린 세계 육상 파이널 5000m에도 참가해 은메달을 획득했다.
2008년, 워싱턴 D.C에서 열린 블룸스데이 대회(Bloomsday Run) 12 km 경주에서 33분 51초의 대회 신기록으로 우승했으며, 처음 출전한 베이징 올림픽 10000m에서 케네니사 베켈레와 실레시 시히네에 이어 동메달을 획득했다.
2009년 3월 29일, 파렐루프 대회에 출전해 27분 01초로 우승하면서, 기존에 하일레 게브르셀라시에가 갖고 있던 10 km 경주 세계신기록 27분 02초에 1초 앞선 세계 신기록을 세웠다. 그는 신기록 수립 후 인터뷰에서 "2007년 이 대회에서 27분 07초의 기록을 세운 뒤로는 항상 이 대회에서 세계 신기록에 도전하겠다는 생각을 갖고 있었다."라고 말했다. 한편, 2009년 세계육상선수권 10000m에선 7위에 그쳤다.

## 성적

### 주요 대회 성적
| 날짜            | 종목   | 대회                         | 장소         | 순위 | 기록     | 기타 |
| --------------- | ------ | ---------------------------- | ------------ | ---- | -------- | ---- |
| 2006년 9월 10일 | 5000m  | 2006년 세계 육상 파이널      | 슈투트가르트 | 6위  | 13:52.51 |      |
| 2007년 9월 23일 | 5000m  | 2007년 세계 육상 파이널      | 슈투트가르트 | 2위  | 13:39.91 |      |
| 2008년 8월 17일 | 10000m | 2008년 하계 올림픽           | 베이징       | 3위  | 27:04.11 |      |
| 2008년 9월 14일 | 5000m  | 2008년 세계 육상 파이널      | 슈투트가르트 | 3위  | 13:23.37 |      |
| 2009년 8월 17일 | 10000m | 2009년 세계 육상 선수권 대회 | 베를린       | 7위  | 27:26.33 |      |
| 2009년 9월 13일 | 5000m  | 2009년 세계 육상 파이널      | 테살로니키   | 2위  | 13:29.76 |      |

### 실외 개인 최고 기록
| 종목   | 날짜       | 장소               | 기록          |
| ------ | ---------- | ------------------ | ------------- |
| 3000m  | 2007/08/07 | 스톡홀름           | 7분 38초 67   |
| 2마일  | 2005/08/23 | 린츠               | 8분 20초 88   |
| 5000m  | 2006/07/25 | 스톡홀름           | 13분 00초 77  |
| 10000m | 2006/08/25 | 브뤼셀             | 26분 35초 63  |
| 10 km  | 2009/03/29 | 브룬숨(Brunssum)   | 27분 01초(WR) |
| 15 km  | 2006/11/19 | 니즈메겐(Nijmegen) | 42분 42초     |